# St. Mirren Park
Il St. Mirren Park, anche conosciuto come SMiSA Stadium, è uno stadio situato a Paisley, in Scozia.
Lo stadio è stato inaugurato il 31 gennaio 2009, sostituendo il vecchio St.Mirren park abitualmente denominato "Love Street".  Ha una capienza di 8.023 persone, con posti tutti a sedere. 
In seguito ad accordi con vari sponsor, lo stadio ha cambiato più volte nome, fino a essere ribattezzato SMiSA Stadium nel novembre del 2020. Il nome è un omaggio alla St Mirren Independent Supporters Association, l'associazione di tifosi dei tifosi della squadra, che nel corso degli anni ha supportato il club con diverse raccolte fondi e aiuti finanziari, fino a diventare proprietaria delle quote di maggioranza del club nel 2021.